# Vioolconcert nr. 4 (Haydn)
Het Vioolconcerto nr. 4 is een vioolconcerto van Joseph Haydn, geschreven rond 1769.

## Bewegingen
Het werk bestaat uit drie bewegingen, elk in de sonatevorm:
1. Allegro moderato
2. Adagio
3. Finale: Allegro